# Cadorago
Cadorago (lombardul: Cadoragh) település Olaszországban, Lombardia régióban, Como megyében. Lakosainak száma 7983 fő (2023. január 1.). Cadorago Bregnano, Fino Mornasco, Guanzate, Lomazzo és Vertemate con Minoprio községekkel határos.

## Népesség
A település népességének változása:
| Lakosok száma | 7919 | 7979 | 7983 |
|               | 2017 | 2018 | 2023 |